# Bronzeamento artificial

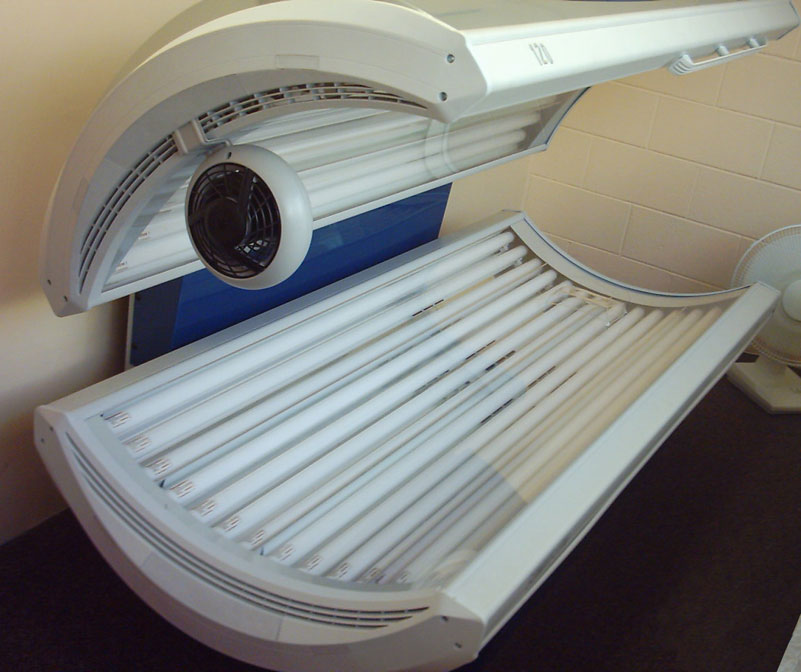
Uma câmara de bronzeamento, com as luzes desligadas.

O bronzeamento artificial (também conhecido como autobronzeamento) se refere à prática de aplicar produtos químicos na pele para produzir um efeito similar em aparência ao bronzeamento solar tradicional. O bronzeamento artificial com produtos químicos ganhou força em resposta às ligações entre a exposição ao sol e o câncer de pele descobertas nos anos 1960. Além dos produtos químicos, muitas pessoas preferem métodos alternativos de bronzeamento, como a câmara de bronzeamento.
Segundo o site oficial da ANVISA , as câmaras de bronzeamento artificial não podem mais ser utilizadas para fins estéticos no Brasil. A proibição foi decidida devido à falta de controle das máquinas que se encontram no país, a falta de manutenção delas e, principalmente, o já comprovado risco de câncer a que a pessoa é exposta a cada sessão de bronzeamento artificial.
Existem alguns casos de conhecimento popular de pessoas expostas a altos índices de raios UV que acabaram morrendo. Um exemplo foi de uma mulher que estava a busca de uma pele bronzeada para ir a uma festa e se submeteu a 4 sessões no mesmo dia e, por fim, devido alta exposição, morreu. Existem casos comprovados de pessoas que contraíram câncer devido à exposição à essas câmaras.[carece de fontes?]
Também, segundo o site oficial da ANVISA “O estudo da IARC indica que a prática do bronzeamento artificial aumenta em 75% o risco do desenvolvimento de melanoma em pessoas que se submetem ao procedimento até os 35 anos de idade”. E fecha com a seguinte frase  “As empresas que não cumprirem a decisão estão sujeitas a penalidades que vão de advertência, interdição até multas de R$ 2 mil a R$ 1,5 milhão”.
Fonte: www.dbclean.com.br